# Arsenal Football Club 2016-2017
Questa pagina raccoglie i dati riguardanti l'Arsenal Football Club nelle competizioni ufficiali della stagione 2016-2017.

## Stagione
La stagione 2016-2017 è stata la venticinquesima in Premier League e la novantasettesima consecutiva nella massima serie del calcio inglese.
Per la prima volta dalla stagione 1995-1996 l'Arsenal non ha raggiunto le prime quattro posizioni nel campionato; in compenso la conquista della tredicesima FA Cup ne ha fatto la squadra in assoluto più vincente di sempre nella competizione (prima lo era a pari merito con il Manchester United, con anche un uguale numero di secondi posti, 7) e Wenger è divenuto a sua volta il manager più vincente con ben 7 titoli.

## Maglie e sponsor
Lo sponsor ufficiale rimane Fly Emirates, mentre lo sponsor tecnico è ancora Puma.
| Casa | Trasferta | Terza |

## Rosa
Rosa, numerazione e ruoli, tratti dal sito ufficiale, sono aggiornati al 25 ottobre 2016.
| N. |                        | Ruolo | Calciatore                      |
| -- | ---------------------- | ----- | ------------------------------- |
| 2  | Francia (bandiera)     | D     | Mathieu Debuchy                 |
| 3  | Inghilterra (bandiera) | D     | Kieran Gibbs                    |
| 4  | Germania (bandiera)    | D     | Per Mertesacker (vice capitano) |
| 5  | Brasile (bandiera)     | D     | Gabriel Paulista                |
| 6  | Francia (bandiera)     | D     | Laurent Koscielny               |
| 7  | Cile (bandiera)        | A     | Alexis Sánchez                  |
| 8  | Galles (bandiera)      | C     | Aaron Ramsey                    |
| 9  | Spagna (bandiera)      | A     | Lucas Pérez                     |
| 11 | Germania (bandiera)    | C     | Mesut Özil                      |
| 12 | Francia (bandiera)     | A     | Olivier Giroud                  |
| 13 | Colombia (bandiera)    | P     | David Ospina                    |
| 14 | Inghilterra (bandiera) | A     | Theo Walcott                    |
| 15 | Inghilterra (bandiera) | C     | Alex Oxlade-Chamberlain         |
| 16 | Inghilterra (bandiera) | D     | Rob Holding                     |
| 17 | Nigeria (bandiera)     | A     | Alex Iwobi                      |

| N. |                        | Ruolo | Calciatore          |
| -- | ---------------------- | ----- | ------------------- |
| 18 | Spagna (bandiera)      | D     | Nacho Monreal       |
| 19 | Spagna (bandiera)      | C     | Santi Cazorla       |
| 20 | Germania (bandiera)    | D     | Shkodran Mustafi    |
| 22 | Francia (bandiera)     | A     | Yaya Sanogo         |
| 23 | Inghilterra (bandiera) | A     | Danny Welbeck       |
| 24 | Spagna (bandiera)      | D     | Héctor Bellerín     |
| 25 | Inghilterra (bandiera) | D     | Carl Jenkinson      |
| 26 | Argentina (bandiera)   | P     | Emiliano Martínez   |
| 29 | Svizzera (bandiera)    | C     | Granit Xhaka        |
| 31 | Francia (bandiera)     | C     | Jeff Reine-Adélaïde |
| 32 | Inghilterra (bandiera) | A     | Chuba Akpom         |
| 33 | Rep. Ceca (bandiera)   | P     | Petr Čech           |
| 34 | Francia (bandiera)     | C     | Francis Coquelin    |
| 35 | Egitto (bandiera)      | C     | Mohamed Elneny      |
| 37 | Polonia (bandiera)     | C     | Krystian Bielik     |

## Calciomercato

### Sessione estiva(dall'1/7 all'1/9)
| Acquisti | Acquisti         | Acquisti            | Acquisti              |
| R.       | Nome             | da                  | Modalità              |
| -------- | ---------------- | ------------------- | --------------------- |
| C        | Granit Xhaka     | Borussia M'gladbach | definitivo (45 mln €) |
| A        | Takuma Asano     | Sanfrecce Hiroshima | definitivo (4 mln €)  |
| D        | Rob Holding      | Bolton              | definitivo (3 mln €)  |
| D        | Mathieu Debuchy  | Bordeaux            | fine prestito         |
| D        | Shkodran Mustafi | Valencia            | definitivo (41 mln €) |
| A        | Lucas Pérez      | Deportivo La Coruña | definitivo (20 mln €) |

| Cessioni | Cessioni         | Cessioni         | Cessioni   |
| R.       | Nome             | a                | Modalità   |
| -------- | ---------------- | ---------------- | ---------- |
| A        | Wellington Silva | Fluminense       | definitivo |
| C        | Mathieu Flamini  |                  | svincolato |
| C        | Tomáš Rosický    |                  | svincolato |
| C        | Mikel Arteta     |                  | ritiro     |
| C        | Isaac Hayden     | Newcastle Utd    | definitivo |
| A        | Joel Campbell    | Sporting Lisbona | prestito   |
| D        | Calum Chambers   | Middlesbrough    | prestito   |
| A        | Takuma Asano     | Stoccarda        | prestito   |

## Risultati

### Premier League

#### Girone di andata
| Arbitro: | Oliver |

|                                                 |           |                                          |
| Walcott 31’ Oxlade-Chamberlain 64’ Chambers 75’ | Marcatori | 45+2’, 56’ Coutinho 49’ Lallana 63’ Mané |

| Leicester 20 agosto 2016, ore 18:30 CEST 2ª giornata | Leicester City | 0 – 0 | Arsenal | King Power Stadium (32 008 spett.)\| Arbitro: \| Clattenburg \| |
| Arbitro:                                             | Clattenburg    |       |         |                                                                 |

| Arbitro: | Friend |

|             |           |                                        |
| Pereyra 56’ | Marcatori | 9’ (rig.) Cazorla 39’ Sánchez 45’ Özil |

| Arbitro: | Madley |

|                             |           |                 |
| Koscielny 29’ Cazorla 90+4’ | Marcatori | 18’ (aut.) Čech |

| Arbitro: | East |

|                      |           |                                          |
| Snodgrass 79’ (rig.) | Marcatori | 17’, 83’ Sánchez 55’ Walcott 90+2’ Xhaka |

| Arbitro: | Oliver |

|                                  |           |  |
| Sánchez 11’ Walcott 14’ Özil 40’ | Marcatori |  |

| Arbitro: | Pawson |

|  |           |                 |
|  | Marcatori | 90+3’ Koscielny |

| Arbitro: | Moss |

|                           |           |                           |
| Walcott 26’, 33’ Özil 57’ | Marcatori | 38’ Sigurðsson 66’ Bastón |

| Londra 22 ottobre 2016, ore 16:00 9ª giornata | Arsenal | 0 – 0 | Middlesbrough | Emirates Stadium (59 962 spett.)\| Arbitro: \| Dean \| |
| Arbitro:                                      | Dean    |       |               |                                                        |

| Arbitro: | Atkinson |

|                  |           |                                  |
| Defoe 65’ (rig.) | Marcatori | 19’, 78’ Sánchez 71’, 76’ Giroud |

| Arbitro: | Clattenburg |

|                   |           |                 |
| Wimmer 42’ (aut.) | Marcatori | 51’ (rig.) Kane |

| Arbitro: | Marriner |

|          |           |            |
| Mata 69’ | Marcatori | 89’ Giroud |

| Arbitro: | Jones |

|                                |           |                   |
| Sánchez 12’, 90+1’ Walcott 53’ | Marcatori | 23’ (rig.) Wilson |

| Arbitro: | Pawson |

|             |           |                                                       |
| Carroll 83’ | Marcatori | 24’ Özil 72’, 80’, 86’ Sánchez 84’ Oxlade-Chamberlain |

| Arbitro: | Mason |

|                                |           |                 |
| Walcott 42’ Özil 49’ Iwobi 75’ | Marcatori | 29’ (rig.) Adam |

| Arbitro: | Clattenburg |

|                          |           |             |
| Coleman 44’ Williams 86’ | Marcatori | 20’ Sánchez |

| Arbitro: | Atkinson |

|                       |           |            |
| Sané 47’ Sterling 71’ | Marcatori | 5’ Walcott |

| Arbitro: | Swarbrick |

|            |           |  |
| Giroud 86’ | Marcatori |  |

| Arbitro: | Marriner |

|                      |           |  |
| Giroud 17’ Iwobi 56’ | Marcatori |  |

#### Girone di ritorno
| Arbitro: | Oliver |

|                                          |           |                                          |
| Daniels 16’ Wilson 20’ (rig.) Fraser 58’ | Marcatori | 70’ Sánchez 75’ Lucas Pérez 90+2’ Giroud |

| Arbitro: | Jones |

|  |           |                                                            |
|  | Marcatori | 37’ Giroud 54’ (aut.) Cork 67’ (aut.) Naughton 73’ Sánchez |

| Arbitro: | Moss |

|                                  |           |                   |
| Mustafi 59’ Sánchez 90+8’ (rig.) | Marcatori | 90+3’ (rig.) Gray |

| Arbitro: | Marriner |

|           |           |                       |
| Iwobi 58’ | Marcatori | 10’ Kaboul 13’ Deeney |

| Arbitro: | Atkinson |

|                                    |           |              |
| Alonso 13’ Hazard 53’ Fàbregas 85’ | Marcatori | 90+1’ Giroud |

| Arbitro: | Clattenburg |

|                           |           |  |
| Sánchez 34’, 90+3’ (rig.) | Marcatori |  |

| Arbitro: | Moss |

|  |           |                        |
|  | Marcatori | 60’ Sánchez 83’ Giroud |

| Arbitro: | Madley |

|                                     |           |             |
| Firmino 9’ Mané 40’ Wijnaldum 90+1’ | Marcatori | 57’ Welbeck |

| Arbitro: | Jones |

|                |           |  |
| Huth 9’ (aut.) | Marcatori |  |

| Arbitro: | Swarbrick |

|                                 |           |             |
| Dawson 12’, 75’ Robson-Kanu 55’ | Marcatori | 15’ Sánchez |

| Arbitro: | Marriner |

|                         |           |                    |
| Walcott 40’ Mustafi 53’ | Marcatori | 5’ Sané 42’ Agüero |

| Arbitro: | Atkinson |

|                                 |           |  |
| Özil 58’ Walcott 68’ Giroud 83’ | Marcatori |  |

| Arbitro: | Oliver |

|                                                |           |  |
| Townsend 17’ Cabaye 63’ Milivojević 68’ (rig.) | Marcatori |  |

| Arbitro: | Taylor |

|             |           |                      |
| Negredo 50’ | Marcatori | 42’ Sánchez 71’ Özil |

| Arbitro: | East |

|                  |           |  |
| Sánchez 72’, 81’ | Marcatori |  |

| Arbitro: | Oliver |

|                          |           |  |
| Alli 55’ Kane 58’ (rig.) | Marcatori |  |

| Arbitro: | Marriner |

|                       |           |  |
| Xhaka 54’ Welbeck 57’ | Marcatori |  |

| Arbitro: | Dean |

|            |           |                                      |
| Crouch 67’ | Marcatori | 42’, 80’ Giroud 55’ Özil 76’ Sánchez |

| Arbitro: | Oliver |

|                                      |           |                   |
| Bellerín 8’ Sánchez 27’ Ramsey 90+1’ | Marcatori | 58’ (rig.) Lukaku |

### FA Cup
| Arbitro: | Madley |

|             |           |                       |
| Robinson 7’ | Marcatori | 46’ Ramsey 89’ Giroud |

| Arbitro: | Friend |

|  |           |                                        |
|  | Marcatori | 15’, 22’ Welbeck 35’, 69’, 84’ Walcott |

| Arbitro: | Oliver |

|  |           |                             |
|  | Marcatori | 26’ Lucas Pérez 55’ Walcott |

| Arbitro: | Taylor |

|                                                                      |           |  |
| Walcott 45+1’ Giroud 53’ Waterfall 58’ (aut.) Sánchez 72’ Ramsey 75’ | Marcatori |  |

| Arbitro: | Pawson |

|                          |           |            |
| Monreal 71’ Sánchez 101’ | Marcatori | 62’ Agüero |

| Arbitro: | Taylor |

|                       |           |           |
| Sánchez 4’ Ramsey 79’ | Marcatori | 76’ Costa |

### Football League Cup
| Arbitro: | Tierney |

|  |           |                                                                |
|  | Marcatori | 23’ Xhaka 60’ (rig.), 71’ Lucas Pérez 90+3’ Oxlade-Chamberlain |

| Arbitro: | Scott |

|                             |           |  |
| Oxlade-Chamberlain 33’, 78’ | Marcatori |  |

| Arbitro: | Friend |

|  |           |                         |
|  | Marcatori | 13’ Clasie 38’ Bertrand |

### UEFA Champions League

#### Fase a gironi
| Arbitro: | Viktor Kassai |

|           |           |             |
| Cavani 1’ | Marcatori | 78’ Sánchez |

| Arbitro: | Danny Makkelie |

|                 |           |  |
| Walcott 7’, 26’ | Marcatori |  |

| Arbitro: | Artur Soares Dias |

|                                                                   |           |  |
| Sánchez 12’ Walcott 42’ Oxlade-Chamberlain 46’ Özil 56’, 83’, 87’ | Marcatori |  |

| Arbitro: | Bas Nijhuis |

|                              |           |                               |
| Jonathan Cafù 12’ Keșerü 15’ | Marcatori | 20’ Xhaka 42’ Giroud 88’ Özil |

| Arbitro: | Felix Brych |

|                                         |           |                             |
| Giroud 45+1’ (rig.) Verratti 60’ (aut.) | Marcatori | 18’ Cavani 77’ (aut.) Iwobi |

| Arbitro: | Manuel de Sousa |

|             |           |                                    |
| Doumbia 78’ | Marcatori | 8’, 16’, 47’ Lucas Pérez 53’ Iwobi |

#### Fase a eliminazione diretta
| Arbitro: | Milorad Mažić |

|                                                                 |           |                    |
| Robben 11’ Lewandowski 53’ Thiago Alcántara 56’, 63’ Müller 88’ | Marcatori | 30’ Alexis Sánchez |

| Arbitro: | Anastasios Sidīropoulos |

|             |           |                                                                    |
| Walcott 20’ | Marcatori | 55’ (rig.) Lewandowski 68’ Robben 78’ Douglas Costa 80’, 85’ Vidal |

## Statistiche

### Statistiche di squadra
Statistiche aggiornate al 7 gennaio 2017 
| Competizione     | Punti            | In casa | In casa | In casa | In casa | In casa | In casa | In trasferta | In trasferta | In trasferta | In trasferta | In trasferta | In trasferta | Totale | Totale | Totale | Totale | Totale | Totale | Totale |
| Competizione     | Punti            | G       | V       | N       | P       | Gf      | Gs      | G            | V            | N            | P            | Gf           | Gs           | G      | V      | N      | P      | Gf     | Gs     | Dr     |
| ---------------- | ---------------- | ------- | ------- | ------- | ------- | ------- | ------- | ------------ | ------------ | ------------ | ------------ | ------------ | ------------ | ------ | ------ | ------ | ------ | ------ | ------ | ------ |
| Premier League   | 75               | 19      | 14      | 3       | 2       | 39      | 16      | 19           | 9            | 3            | 7            | 38           | 28           | 38     | 23     | 6      | 9      | 77     | 44     | +33    |
| FA Cup           |                  | 2       | 2       | 0       | 0       | 7       | 1       | 3            | 3            | 0            | 0            | 9            | 1            | 5      | 5      | 0      | 0      | 16     | 2      | +14    |
| League Cup       | quarti di finale | 2       | 1       | 0       | 1       | 2       | 2       | 1            | 1            | 0            | 0            | 4            | 0            | 3      | 2      | 0      | 1      | 6      | 2      | +4     |
| Champions League | 14               | 4       | 2       | 1       | 1       | 11      | 7       | 4            | 2            | 1            | 1            | 9            | 9            | 8      | 4      | 2      | 2      | 20     | 16     | +4     |
| Totale           | 89               | 27      | 19      | 4       | 4       | 59      | 26      | 27           | 16           | 4            | 7            | 60           | 38           | 54     | 34     | 8      | 12     | 119    | 64     | +55    |

### Andamento in campionato
| Giornata  | 1  | 2  | 3 | 4 | 5 | 6 | 7 | 8 | 9 | 10 | 11 | 12 | 13 | 14 | 15 | 16 | 17 | 18 | 19 | 20 | 21 | 22 | 23 | 24 | 25 | 26 | 27 | 28 | 29 | 30 | 31 | 32 | 33 | 34 | 35 | 36 | 37 | 38 |
| --------- | -- | -- | - | - | - | - | - | - | - | -- | -- | -- | -- | -- | -- | -- | -- | -- | -- | -- | -- | -- | -- | -- | -- | -- | -- | -- | -- | -- | -- | -- | -- | -- | -- | -- | -- | -- |
| Luogo     | C  | T  | T | C | T | C | T | C | C | T  | C  | T  | C  | T  | C  | T  | T  | C  | C  | T  | T  | C  | C  | T  | C  | T  | T  | C  | T  | C  | C  | T  | T  | C  | T  | C  | T  | C  |
| Risultato | P  | N  | V | V | V | V | V | V | N | V  | N  | N  | V  | V  | V  | P  | P  | V  | V  | N  | V  | V  | P  | P  | V  | P  | P  | N  | V  | P  | V  | V  | P  | V  | V  | V  | V  | V  |
| Posizione | 15 | 12 | 7 | 6 | 3 | 3 | 3 | 2 | 1 | 2  | 4  | 4  | 4  | 2  | 1  | 2  | 4  | 4  | 3  | 4  | 3  | 2  | 3  | 3  | 3  | 5  | 5  | 6  | 5  | 6  | 6  | 6  | 6  | 6  | 5  | 5  | 5  | 5  |

Fonte:  Premier League – Classifiche, su sport.sky.it, sport.sky.it (archiviato dall'url originale il 5 gennaio 2016).
Legenda:

Luogo: C = Casa; T = Trasferta. Risultato: V = Vittoria; N = Pareggio; P = Sconfitta.